# Хайнрих фон Вайкерсхайм-Хоенлое
Хайнрих фон Вайкерсхайм-Хоенлое (на немски: Heinrich von Weikersheim-Hohenlohe; * ок. 1144; † сл. 1212) е господар на Хоенлое.

## Произход
Той е син на Адалберт фон Вайкерсхайм († сл. 1182), внук на Конрад фон Вайкерсхайм († сл. 1170), правнук на Конрад II фон Пфицинген († сл. 1141) и София фон Хоенщауфен († сл. 1140), незаконна дъщеря на крал Конрад III Хоенщауфен.
След него фамилията се разделя на Хоенлое и Хоенлое-Браунек.

## Фамилия
Хайнрих се жени за Аделхайд фон Гунделфинген (* ок. 1160; † сл. 12 декември 1230), сестра на Готфрид II фон Гунделфинген († 1197), епископ на Вюрцбург, дъщеря на Готфрид фон Гунделфинген († сл. 1172). Те имат децата:
- Андреас († ок. 1269), тевтонец
- Фридрих († сл. 1220), тевтонец
- Хайнрих фон Хоенлое († 1249), тевтонец
- Конрад фон Хоенлое-Браунек-Романя (* ок. 1192; † 1249), граф на Романя, Молизе, господар на Хоенлое-Браунек, женен ок. 1223 г. за Петриса фон Бюдинген († сл. 1249), наследничка на Ветерау
- Готфрид I (* ок. 1190; † 1254/1255), граф на Романя, женен пр. 21 ноември 1223 г. за Рихица фон Краутхайм (1196 – 1262)
- Кунигунда